# الیزابت رن
الیزابت رن (انگلیسی: Elisabeth Rehn؛ زادهٔ ۶ آوریل ۱۹۳۵) یک سیاست‌مدار اهل فنلاند است.